# هيلفيتي

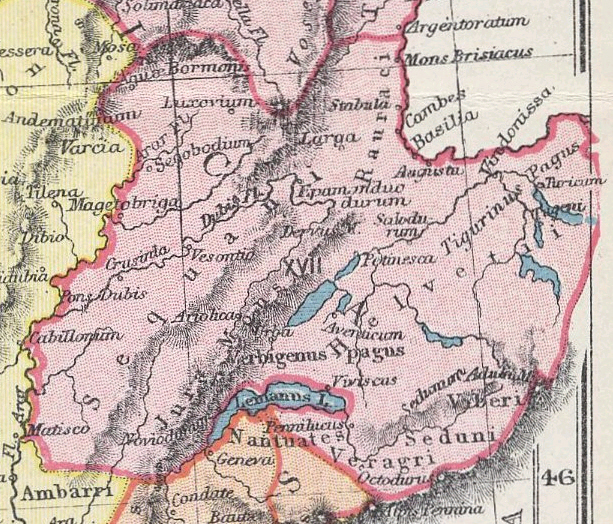
خريطة للمقاطعة الرومانية ماكسيما سيكانوروم (حوالي 300 م)، والتي ضمت أراضي جزء من قبائل هيلفيتي وسيكواني والعديد من القبائل الأصغر. لا تزال المواقع النسبية لباغي تيغوريني وفيربيجيني الهلفتية مجهولة، على الرغم من الإشارة إليها على الخريطة.

هيلفيتي أو الحِلف (بالإنجليزية: Helvetii)‏، كانوا قبيلة كلتية أو اتحاد قبلي كانوا يحتلون معظم الهضبة السويسرية في وقت اتصالهم بالجمهورية الرومانية في القرن الأول قبل الميلاد. وفقًا ليوليوس قيصر، جرى تقسيم الهلفيتيين إلى أربع مجموعات فرعية أو باجي pagi. من بين هؤلاء، يذكر قيصر فقط فيربيجيني وتيغوريني، بينما يذكر بوسيدونيوس تيغوريني وتوجيني (Τωυγενοί). يظهرون بشكل بارز في التعليقات على حرب الغال، حيث كانت محاولتهم الفاشلة للهجرة إلى جنوب غرب بلاد الغال (58 قبل الميلاد) بمثابة حافز لغزو قيصر لبلاد الغال. واسمهم يعني "مَن هو غني بأرضه أو الغني بالأرض".

## التنظيم القبلي
من بين القبائل الهلفتية الأربعة أو القبائل الفرعية، يسمي قيصر فقط فيربيجيني (بيل. غال. 1.27) وتيغوريني (1.12)، وبوسيدونيوس تيغوريني وتوجيني (Τωυγενοί). كان هناك جدل كبير في علم التأريخ السويسري (بدءًا من فيليكس شتيلين 1927) حول ما إذا كان من الممكن أو لا يمكن التعرف على التوجني مع التيوتونيين الذين ذكرهم تيتوس ليفيوس.
وفقًا لقيصر، كانت الأراضي التي هجرتها قبيلة هيلفيتي تتألف من 400 قرية و12 أوبيدا (مستوطنة محصنة). بلغ إجمالي عدد السكان المأخوذ من السجلات الهلفتية التي تم الاستيلاء عليها والمكتوبة باللغة اليونانية 263,000 شخصًا، بما في ذلك الرجال المقاتلون والشيوخ والنساء والأطفال. ومع ذلك، يتم رفض هذه الأرقام بشكل عام باعتبارها مرتفعة جدًا من قبل العلماء المعاصرين.
ومثل العديد من القبائل الأخرى، لم يكن لدى قبيلة هيلفيتي ملوك في وقت اشتباكهم مع روما، ولكن بدلاً من ذلك يبدو أنهم كانوا يُحكمون من قبل فئة من النبلاء (lat. equites). عندما كان أورجيتوريكس، أحد أبرز النبلاء وأكثرهم طموحًا، يخطط لتأسيس نفسه كملك عليهم، واجه الإعدام بالحرق إذا ثبتت إدانته. لم يذكر قيصر صراحة السلطات القبلية التي تحاكم القضية وتجمع الرجال للقبض على أورجيتوريكس، لكنه يشير إليهم بالمصطلحات اللاتينية civitas ("الدولة" أو "القبيلة") وmagistratus ("المسؤولون").